# یک روز خوب برای جان‌سخت
یک روز خوب برای جان‌سخت (به انگلیسی :A Good day to die hard) یک فیلم اکشن آمریکایی محصول سال ۲۰۱۳ و پنجمین قسمت از مجموعه فیلم‌های جان‌سخت به کارگردانی جان مور با بازی بروس ویلیس در نقش جان مک‌کلین است.
گفتگوها در مورد پنجمین فیلم جان‌سخت قبل از اکران قسمت چهارم آغاز شد و ویلیس تأیید کرد که فیلم آخر این مجموعه نخواهد بود، اما پیش تولید تا سپتامبر ۲۰۱۱ آغاز نشد، زمانی که جان مور رسماً به عنوان کارگردان معرفی شد. فیلمبرداری در آوریل ۲۰۱۲، عمدتاً در بوداپست، مجارستان آغاز شد.
این فیلم در ۳۱ ژانویه ۲۰۱۳ در لندن به نمایش درآمد، همزمان در ۱۳ فوریه ۲۰۱۳ در آمریکای شمالی منتشر شد. برخلاف فیلم‌های قبلی، نقدهای منفی منتقدان را دریافت کرد.

## خلاصه داستان
جان مک کلین به روسیه سفر می‌کند تا به پسر به ظاهر نافرمانش کمک کند. اما متوجه می‌شود که پسرش یک مأمور سیا است که باید از دزدیده شدن یک سلاح هسته‌ای جلوگیری کند. آن‌ها با هم تیمی علیه نیروهای زیرزمینی تشکیل می‌دهند. داستان جدیدترین قسمت اکشن جان‌سخت در شهر مسکو اتفاق می‌افتد و بروس ویلیس در نقش جان مک کلین و جای کورتنی در نقش جک مک کلین (فرزند جان مک کلین) ایفاگر نقش‌های اول و دوم این قسمت هستند.
داستان پنجمین قسمت جان‌سخت تصویرگر مأموریت بسیار حساس جان مک کلین است که برای کمک به فرزندش مجبور می‌شود به روسیه برود. غافل از اینکه در این مأموریت مجبور خواهد شد تا به کمک فرزندش که حالا یک مأمور آموزش دیده سازمان سیا شده است، از یک سرقت هسته‌ای جلوگیری کند. در این میان چند گروه مافیایی و سازمان امنیت روسیه نیز برنامه‌هایی برای خود دارند که همین امر باعث به وجود آمدن زد و خوردهای بسیار زیادی می‌شود…

## بازخوردها
- فیلم در آمریکای شمالی ۶۷٫۳۴۹٫۱۹۸ دلار و در سایر مناطق ۲۳۷٫۳۰۴٫۹۸۴ دلار به دست آورد و مجموعاً ۳۰۴٫۶۵۴٫۱۸۲ دلار در سراسر جهان به دست آورد.
- در راتن تومیتوز، این فیلم بر اساس رای ۲۳۲ نقد، ۱۵٪ محبوبیت دارد و میانگین امتیاز ۴ از ۱۰ را دارد.[۴] اجماع انتقادی این سایت می‌گوید: «یک روز خوب برای جان‌سخت بودن، ضعیف‌ترین مدخل در یک فرنچایز داستانی است، و حتی رفتار پوزخند بروس ویلیس نمی‌تواند فیلمنامه‌ای کلیشه‌ای و بدون الهام را زنده کند».
- در متاکریتیک، فیلم بر اساس رای ۴۱ منتقد، میانگین وزنی ۲۸ از ۱۰۰ امتیاز را دارد که نشان‌دهنده «بررسی‌های عموماً نامطلوب» است.[۵]
- در هر دو وب سایت، این فیلم در بین فیلم‌های جان‌سخت در پایین‌ترین رتبه قرار گرفت. تماشاگران در نظرسنجی سینماسکور به فیلم نمره متوسط «B+» در مقیاس A+ تا F دادند که پایین‌ترین امتیاز این مجموعه است.[۶]

## دنباله لغو شده
ویلیس نقش خود را به عنوان مک‌کلین برای آخرین بار در سال ۲۰۲۰ برای تبلیغاتی برای آگهی تجاری باتری ماشین تکرار کرد. ویلیس بعداً در سال ۲۰۲۲ به دلیل تشخیص زبان‌پریشی از بازیگری کناره‌گیری کرد و احتمال بازگشت در آینده به عنوان مک‌کلین را رد کرد.